# T-18
Xe tăng hạng nhẹ T-18, còn gọi là MS-1, là loại xe tăng được thiết kế đầu tiên của Liên Xô. Được sản xuất từ 1928-1931, nó được dựa trên xe tăng Renault FT của Pháp, với việc bổ sung của một hệ thống treo theo chiều dọc. Mặc dù là thiết kế không thành công nhưng nó đã mang lại kinh nghiệm thiết kế tăng thiết giáp cho Liên Xô.

## Phát triển
Cục Xe tăng Hồng quân được thành lập tháng 5 năm 1924 với mục đích phát triển xe tăng của Liên Xô. Một xe tăng hạng nhẹ ba tấn, hai người với tốc độ 7,5 mph (12,1 km/h). Được bọc giáp 16 mm và được trang bị với một pháo mm 37. Đến năm 1925, trọng lượng đã tăng lên đến 5 tấn. T-18 được thiết kế bởi Giáo sư V. Zaslavsky tại một Văn phòng mới thành lập thuộc Tổng cục Công nghiệp quân sự Trung ương. Động cơ 35-mã lực là động cơ xe tải (một bản sao của Ý FIAT 15 ter) được cung cấp bởi Nhà máy Moscow AMO, và pháo là một bản sao sửa đổi của pháo Pháp 37 mm Puteaux 18 SA. Chiếc xe tăng đi nhanh hơn trên mặt đất thô là cải tiến lớn nhất so với Renault. Một nguyên mẫu được gọi là T-16 đã được thử nghiệm trong tháng 6 năm 1927. T-16 được coi là một thất bại, vì nó có vấn đề với việc truyền dẫn và không có khả năng vượt qua chiến hào hơn 1,5 m. Khả năng cơ động của T-16 hơn Renault. Trong khi đó, КБ ОАТ đã vẽ kế hoạch cho một phiên bản cải tiến của T-16 và được chấp nhận cho sản xuất trong tháng Bảy là T-18, với các xe tăng bổ sung ghi nhận như là một MS-1.
Khung gầm của T-18 và hệ thống treo được cải tiến từ T-16 bằng cách cho thêm một con lăn hỗ trợ thêm và một hệ thống treo độc lập. Alexander Mikulin đã thiết kế và cải thiện động cơ, có khả năng tối đa là 35 mã lực. Thiết bị điện bao gồm một pin 6-volt, ma nhê tô, máy phát điện đèn, còi, đèn sau, bảng điều khiển phân phối ánh sáng và hai đèn xách tay.
Bọc giáp cho T-18 bao gồm sáu tấm cong 8 mm cho tháp pháo, 16 tấm mm cho thân xe, và các tấm đáy dày 3 mm. Một lối ra khẩn cấp đã được cài đặt ở dưới. Một vòng tròn nhỏ hoặc hình chữ nhật được đặt trên tháp pháo để thông gió.

## Vũ khí

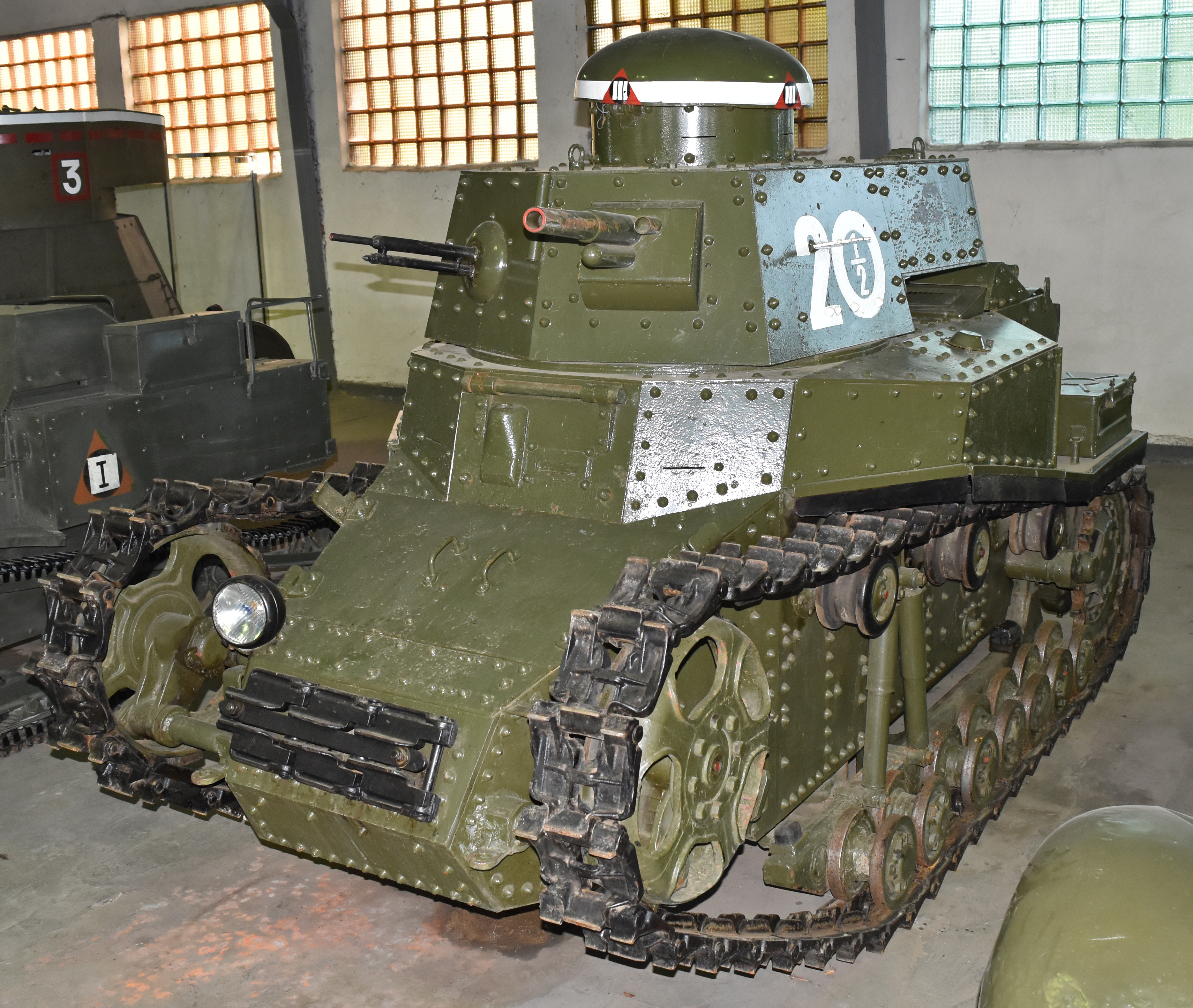
T-18 trong bảo tàng

T-18 trang bị vẫn giống như FR-17 và T-16. Pháo Pháp 37 mm Model 28 là gần như lỗi thời trong thời đó. Điều đó, cùng với sự thiếu các kính quang học, đã cho T-17 cơ hội ít đối thủ lớn hơn, tốt hơn bọc thép. Tuy nhiên, với tỷ lệ 10-12 phát và với việc sử dụng các mảnh bom đạn, nó đã chứng minh khả năng chống bộ binh và phương tiện khác. Vũ khí phụ là súng máy 6,5 mm Fyodorov. Tổng số đạn dược là 104 viên 37 mm và 2016 viên 6,5 mm. Trong các mô hình sau Fydorov được thay thế bằng DT súng máy 7,62 mm.
Trình diễn của T-18 đã diễn ra vào giữa tháng 5 năm 1927, nhưng trong chiến đấu thử nghiệm khả năng di chuyển trên địa hình gồ ghề và tác chiến có hiệu quả không rõ ràng ngay lập tức. Một ủy ban đặc biệt bao gồm đại diện của Hội đồng Kinh tế Tối cao Mobupravleniya, nhà máy OAT "Bolshevik", Artupravleniya, và trụ sở chính của Hồng quân đã có mặt cho các bài kiểm tra. Trong các thử nghiệm để vượt qua những trở ngại, T-18 tỏ ra không tốt hơn so với FT-17, vấn đề lớn nhất của nó là chiến hào, mương rộng hơn 2 m và sâu hơn so với khoảng 1,2 m. Các xe này thường mắc kẹt khi cố gắng để vượt qua những trở ngại và cần được kéo bởi một máy kéo hay xe khác. Tuy nhiên, T-18 đã chứng tỏ được nhiều sự "nhanh nhẹn" hơn so với FT-17 hoặc T-26 và có một tốc độ đường tối đa 18 km/h. Ngoài ra, so với loại tương tự nước ngoài, T-18 có áo giáp tốt hơn và nhiều hơn một chút cho dự trữ đạn dược.
108 xe tăng được lệnh vào bắt đầu sản xuất trong tháng 2 năm 1928. Sản xuất đã diễn ra tại Nhà máy Obukhov Leningrad (sau đổi tên thành Nhà máy Bolshevik. Một vòng thử nghiệm được hoàn thành để giải quyết các T-18 không có khả năng để vượt qua mương rộng 2m. Để giải quyết vấn đề này, một "đuôi" được thêm vào phía trước. Các xe tăng có thể vượt qua độ rộng là 1,8 m, nhưng nó cản trở tầm nhìn của người lái xe và vì thế đã bị bỏ ra. Một T-18 cải tiến với động cơ 40-mã lực tốt hơn, hệ thống treo cải tiến và tháp pháo tốt hơn được tiến hành từ 1929 đến 1931, tổng số 960 xe tăng, đã được xuất xưởng. Kế hoạch mới là thay thế pháo chính B-3 37 mm mới, nhưng chưa bao giờ được thực hiện.

## Lịch sử hoạt động
Một đơn vị thử nghiệm được trang bị T-18 tham gia trong việc bảo vệ đường sắt Viễn Đông chống lại lực lượng Mãn Châu vào năm 1929. Họ đã được ngưng hoạt động vào năm 1932 và được chuyển thành huấn luyện. Sau khi Đức xâm lược Liên Xô, một số MS-1 được nâng lên pháo 45 mm và đưa vào phục vụ với tên gọi T-18M.

## Biến thể
- Hình chiếu 4 chiều của SU-18SU-18 (chỉ dừng ở mức mẫu thiết kế)

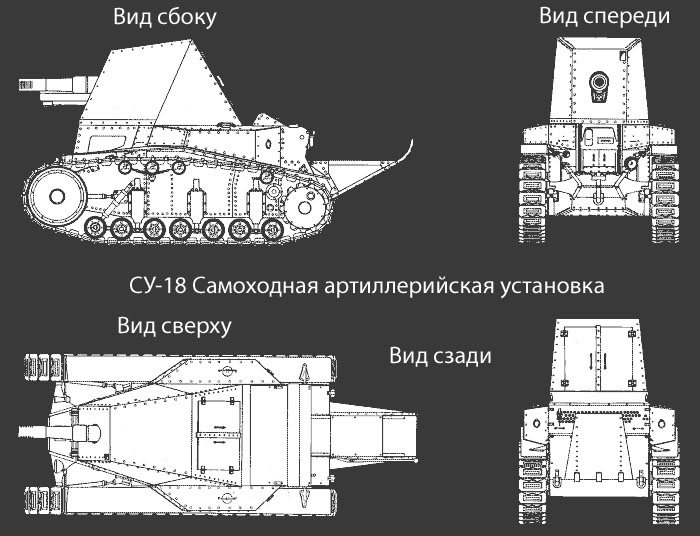
Hình chiếu 4 chiều của SU-18

Trong tháng 11 năm 1929 ANII KM Ivanov, ủy quyền bởi RKKA UMM sản xuất một khẩu pháo tự hành dựa trên T-18, cũng như vận chuyển đạn dược cho nó. Nguyên mẫu là một xe của Pháp Renault FT-17BS bị bắt. SU-18 giữ thiết kế giống như chiếc xe Pháp, nhưng thay thế tháp pháo. SU-18 sử dụng pháo 76.2 mm. Nó có một khả năng đạn dược từ 4-6 viên đạn và không có súng máy. Nguyên mẫu khác đã được tạo ra bằng cách sử dụng một pháo hỏa lực mạnh PC-2 37mm và một pháo 45-mm trên các dòng tăng 1930, đã được lên kế hoạch để được cài đặt trên xe tăng T-24. Giáp bao gồm tấm dày 5–7 mm, với 50 viên đạn pháo 76,2 mm hoặc 169 viên cho mỗi pháo 37mm hoặc 45mm. Kíp chiến đấu gồm lái xe và pháo thủ. Tuy nhiên do nhiều vấn đề, SU-18 được dừng sản xuất.